# Spring Valley, Ohio
Spring Valley är en ort (village) i Greene County i Ohio. Vid 2020 års folkräkning hade Spring Valley 415 invånare.